# Революционная целесообразность
Революционная целесообразность, также революционное правосознание и революционная законность — правовой подход в ранние годы Советской власти, согласно которому признавалось главенство интересов революции и класса над официальными законами. Деяния, «служившие во благо революции», были де-факто неподсудны и оправданы. Например, равенство перед законом считалось нецелесообразным, так как мешало вести классовую борьбу, и потому недопустимым для революционной законности.

## Гражданская война
В июле 1918 года, выступая на V Всероссийском съезде Советов, Ленин заявил:
«…ссылаются на декреты, отменяющие смертную казнь. Но плох тот революционер, который в момент острой борьбы останавливается перед незыблемостью закона. Законы в переходное время имеют временное значение. И если закон препятствует развитию революции, он отменяется или исправляется.» Он же считал, что «революционная диктатура пролетариата есть власть, завоеванная и поддерживаемая насилием пролетариата над буржуазией, власть, не связанная никакими законами».

## После Гражданской войны
Отход от практики революционного правосознания и переход к нормальной юридической практике начался одновременно со сворачиванием политики военного коммунизма. Однако отсылки на «революционную законность» можно встретить и в позднейшее время. Так, в 1933 году Вышинский именно ей обосновывал необходимость «Закона о трёх колосках».
Отсылки встречались даже в послевоенное время:

Попадись эти молодчики с черной совестью в памятные двадцатые годы, когда судили, не опираясь на строго разграниченные статьи Уголовного кодекса, а «руководствуясь революционным правосознанием», ох, не ту меру наказания получили бы эти оборотни!— Михаил Шолохов